# Agent Cody Banks
Agent Cody Banks (Brasil: O Agente Teen ) é um filme estadunidense de 2003, do gênero comédia de ação, dirigido por Harald Zwart. Sua história segue as aventuras do personagem-título de 15 anos de idade, interpretado por Frankie Muniz, que tem que terminar suas tarefas, evitar ficar de castigo, e salvar o mundo, indo à paisana para a CIA como um superespião tipo James Bond. Hilary Duff, Angie Harmon, Keith David, Cynthia Stevenson, Daniel Roebuck, Darrell Hammond, Ian McShane, e Arnold Vosloo co-estrelando. O filme foi filmado na Colúmbia Britânica. Foi lançado nos Estados Unidos em 14 de março de 2003.
Este filme foi o primeiro grande projeto de cinema para Duff além do filme spinoff de sua série de TV Lizzie McGuire. O mesmo pode ser dito para Harmon, que tinha acabado de sair de um período de três anos como Assistente D.A. Abbie Carmichael em Law & Order, da NBC. A sua sequência, Agent Cody Banks 2: Destination London, foi lançada em 2004.

## Sinopse
À primeira vista, Cody Banks (Frankie Muniz) é um adolescente comum, que odeia matemática, adora andar de skate e tem problemas para se aproximar de garotas. Porém, ele é, na verdade, um agente mirim da CIA, tendo que realizar arriscadas missões em nome da segurança nacional. Numa delas, Banks precisa se aproximar de Natalie (Hilary Duff), uma estudante que é filha do Dr. Connors (Martin Donovan), um cientista que está desenvolvendo uma perigosa arma de destruição para uma organização terrorista.[carece de fontes?]

## Elenco
| Ator/Atriz        | Personagem      |
| ----------------- | --------------- |
| Frankie Muniz     | Cody Banks      |
| Hilary Duff       | Natalie Connors |
| Angie Harmon      | Ronica Miles    |
| Keith David       | Diretor da CIA  |
| Cynthia Stevenson | Sra. Banks      |
| Daniel Roebuck    | Sr. Banks       |
| Arnold Vosloo     | François Molay  |
| Darrell Hammond   | Earl            |
| Martin Donovan    | Dr. Connors     |